# Inglaterra en la Copa Mundial de Fútbol de 2010
La Selección de Inglaterra fue uno de los 32 equipos participantes de la Copa Mundial de Fútbol de 2010, que se realizó en Sudáfrica.
Entre sus jugadores destacan figuras como Frank Lampard, Steven Gerrard, Jermain Defoe, y Wayne Rooney, bajo la conducción técnica del entrenador Fabio Capello.
Sin embargo, destacó también la ausencia de jugadores como David Beckham, Michael Owen y Rio Ferdinand, todos por lesión.

## Clasificación
Luego de la disputa del Grupo 6, Inglaterra culminó en la primera posición por lo que se clasificó directamente a la Copa Mundial de Fútbol.

### Grupo 6
| Equipo      | Pts | PJ | PG | PE | PP | GF | GC | Dif |
| ----------- | --- | -- | -- | -- | -- | -- | -- | --- |
| Inglaterra  | 27  | 10 | 9  | 0  | 1  | 34 | 6  | 28  |
| Ucrania     | 21  | 10 | 6  | 3  | 1  | 21 | 6  | 15  |
| Croacia     | 20  | 10 | 6  | 2  | 2  | 19 | 13 | 6   |
| Bielorrusia | 13  | 10 | 4  | 1  | 5  | 19 | 14 | 5   |
| Kazajistán  | 6   | 10 | 2  | 0  | 8  | 11 | 29 | -18 |
| Andorra     | 0   | 10 | 0  | 0  | 10 | 3  | 39 | -36 |

| Fecha                    | Lugar              |             |                        | Resultado                                                           |                        |             |
| ------------------------ | ------------------ | ----------- | ---------------------- | ------------------------------------------------------------------- | ---------------------- | ----------- |
| 6 de septiembre de 2008  | Barcelona (España) | Andorra     | Bandera de Andorra     | 0:2 (0:0) Archivado el 19 de abril de 2009 en Wayback Machine.      | Bandera de Inglaterra  | Inglaterra  |
| 10 de septiembre de 2008 | Zagreb             | Croacia     | Bandera de Croacia     | 1:4 (0:1) Archivado el 14 de septiembre de 2014 en Wayback Machine. | Bandera de Inglaterra  | Inglaterra  |
| 11 de octubre de 2008    | Londres            | Inglaterra  | Bandera de Inglaterra  | 5:1 (0:0) Archivado el 19 de abril de 2009 en Wayback Machine.      | Bandera de Kazajistán  | Kazajistán  |
| 15 de octubre de 2008    | Minsk              | Bielorrusia | Bandera de Bielorrusia | 1:3 (1:1) Archivado el 19 de abril de 2009 en Wayback Machine.      | Bandera de Inglaterra  | Inglaterra  |
| 1 de abril de 2009       | Londres            | Inglaterra  | Bandera de Inglaterra  | 2:1 (1:0) Archivado el 19 de abril de 2009 en Wayback Machine.      | Bandera de Ucrania     | Ucrania     |
| 6 de junio de 2009       | Almaty             | Kazajistán  | Bandera de Kazajistán  | 0:4 (0:2) Archivado el 11 de junio de 2009 en Wayback Machine.      | Bandera de Inglaterra  | Inglaterra  |
| 10 de junio de 2009      | Londres            | Inglaterra  | Bandera de Inglaterra  | 6:0 (3:0) Archivado el 13 de junio de 2009 en Wayback Machine.      | Bandera de Andorra     | Andorra     |
| 9 de septiembre de 2009  | Londres            | Inglaterra  | Bandera de Inglaterra  | 5:1 (2:0) Archivado el 12 de septiembre de 2009 en Wayback Machine. | Bandera de Croacia     | Croacia     |
| 10 de octubre de 2009    | Dnipropetrovsk     | Ucrania     | Bandera de Ucrania     | 1:0 (1:0) Archivado el 11 de octubre de 2009 en Wayback Machine.    | Bandera de Inglaterra  | Inglaterra  |
| 14 de octubre de 2009    | Londres            | Inglaterra  | Bandera de Inglaterra  | 3:0 (1:0) Archivado el 19 de octubre de 2009 en Wayback Machine.    | Bandera de Bielorrusia | Bielorrusia |

## Jugadores
| #     | Nombre                | Posición      | Edad | PJ Sel | Club              |
| ----- | --------------------- | ------------- | ---- | ------ | ----------------- |
| 1     | David James           | Portero       | 39   | 50     | Portsmouth        |
| 2     | Glen Johnson          | Defensa       | 25   | 22     | Liverpool         |
| 3     | Ashley Cole           | Defensa       | 29   | 78     | Chelsea           |
| 4     | Steven Gerrard        | Mediocampista | 30   | 80     | Liverpool         |
| 5     | Michael Dawson        | Defensa       | 26   | 0      | Tottenham Hotspur |
| 6     | John Terry            | Defensa       | 29   | 60     | Chelsea           |
| 7     | Aaron Lennon          | Mediocampista | 23   | 17     | Tottenham Hotspur |
| 8     | Frank Lampard         | Mediocampista | 31   | 78     | Chelsea           |
| 9     | Peter Crouch          | Delantero     | 29   | 38     | Tottenham Hotspur |
| 10    | Wayne Rooney          | Delantero     | 24   | 60     | Manchester United |
| 11    | Joe Cole              | Mediocampista | 28   | 54     | Chelsea           |
| 12    | Robert Green          | Portero       | 30   | 10     | West Ham United   |
| 13    | Stephen Warnock       | Defensa       | 28   | 1      | Aston Villa       |
| 14    | Gareth Barry          | Mediocampista | 29   | 36     | Manchester City   |
| 15    | Matthew Upson         | Defensa       | 31   | 19     | West Ham United   |
| 16    | James Milner          | Mediocampista | 24   | 8      | Aston Villa       |
| 17    | Shaun Wright-Phillips | Mediocampista | 28   | 31     | Manchester City   |
| 18    | Jamie Carragher       | Defensa       | 32   | 36     | Liverpool         |
| 19    | Jermain Defoe         | Delantero     | 27   | 39     | Tottenham Hotspur |
| 20    | Ledley King           | Defensa       | 29   | 20     | Tottenham Hotspur |
| 21    | Emile Heskey          | Delantero     | 32   | 58     | Aston Villa       |
| 22    | Michael Carrick       | Mediocampista | 28   | 22     | Manchester United |
| 23    | Joe Hart              | Portero       | 23   | 3      | Birmingham        |
| D. T. | Fabio Capello         |               |      |        |                   |

## Participación

### Grupo C
| Equipo         | Pts | PJ | PG | PE | PP | GF | GC | Dif |
| -------------- | --- | -- | -- | -- | -- | -- | -- | --- |
| Estados Unidos | 5   | 3  | 1  | 2  | 0  | 4  | 3  | 1   |
| Inglaterra     | 5   | 3  | 1  | 2  | 0  | 2  | 1  | 1   |
| Eslovenia      | 4   | 3  | 1  | 1  | 1  | 3  | 3  | 0   |
| Argelia        | 1   | 3  | 0  | 1  | 2  | 0  | 2  | -2  |

- Nota: La hora mostrada corresponde a la hora local de Sudáfrica (UTC+2).

| 12 de junio de 2010, 20:30 | Inglaterra | 1:1 (1:1) | Estados Unidos | Estadio Royal Bafokeng, Rustenburg                       |                                                          |
|                            | Gerrard 3' | Reporte   | Dempsey 39'    | Asistencia: 38.646 espectadores Árbitro(s): Carlos Simon | Asistencia: 38.646 espectadores Árbitro(s): Carlos Simon |

| 18 de junio de 2010, 16:00 | Inglaterra | 0:0     | Argelia | Estadio Green Point, Ciudad del Cabo                        |                                                             |
|                            |            | Reporte |         | Asistencia: 64.100 espectadores Árbitro(s): Ravshan Irmatov | Asistencia: 64.100 espectadores Árbitro(s): Ravshan Irmatov |

| 23 de junio de 2010, 16:00 | Eslovenia | 0:1 (0:1) | Inglaterra | Estadio Nelson Mandela Bay, Port Elizabeth                 |                                                            |
|                            |           | Reporte   | Defoe 22'  | Asistencia: 36.893 espectadores Árbitro(s): Wolfgang Stark | Asistencia: 36.893 espectadores Árbitro(s): Wolfgang Stark |

### Octavos de final
El partido llegó con el antecedente de la Copa Mundial de Fútbol de 1966 cuando Geoff Hurst anotó un gol fantasma cuando le dio al travesaño y rebotó en el piso, el balón nunca entró, pero le fue concedido el gol a Inglaterra lo que le sirvió para llevarse el título de aquella copa. Pues bien, durante el nuevo encuentro entre alemanes e ingleses, cuando los teutones ganaban 2-0 con goles de Klose y Podolski, Inglaterra reaccionó y descontó por medio de Upson, tan sólo un instante después, Frank Lampard estrella el balón en el travesaño, aunque esta vez, el balón entró completamente en el arco defendido por Manuel Neuer, el árbitro uruguayo Jorge Larrionda decide continuar la jugada que hubiera sido el empate de los ingleses ante los teutones. Alemania terminaría goleando a los ingleses.
| 27 de junio de 2010, 16:00 | Alemania                                   | 4:1 (2:1) | Inglaterra | Estadio Free State, Bloemfontein                            |                                                             |
|                            | Klose 19' · Podolski 31' · Müller 66', 69' | Reporte   | Upson 36'  | Asistencia: 40.510 espectadores Árbitro(s): Jorge Larrionda | Asistencia: 40.510 espectadores Árbitro(s): Jorge Larrionda |